# Werner Nefflen

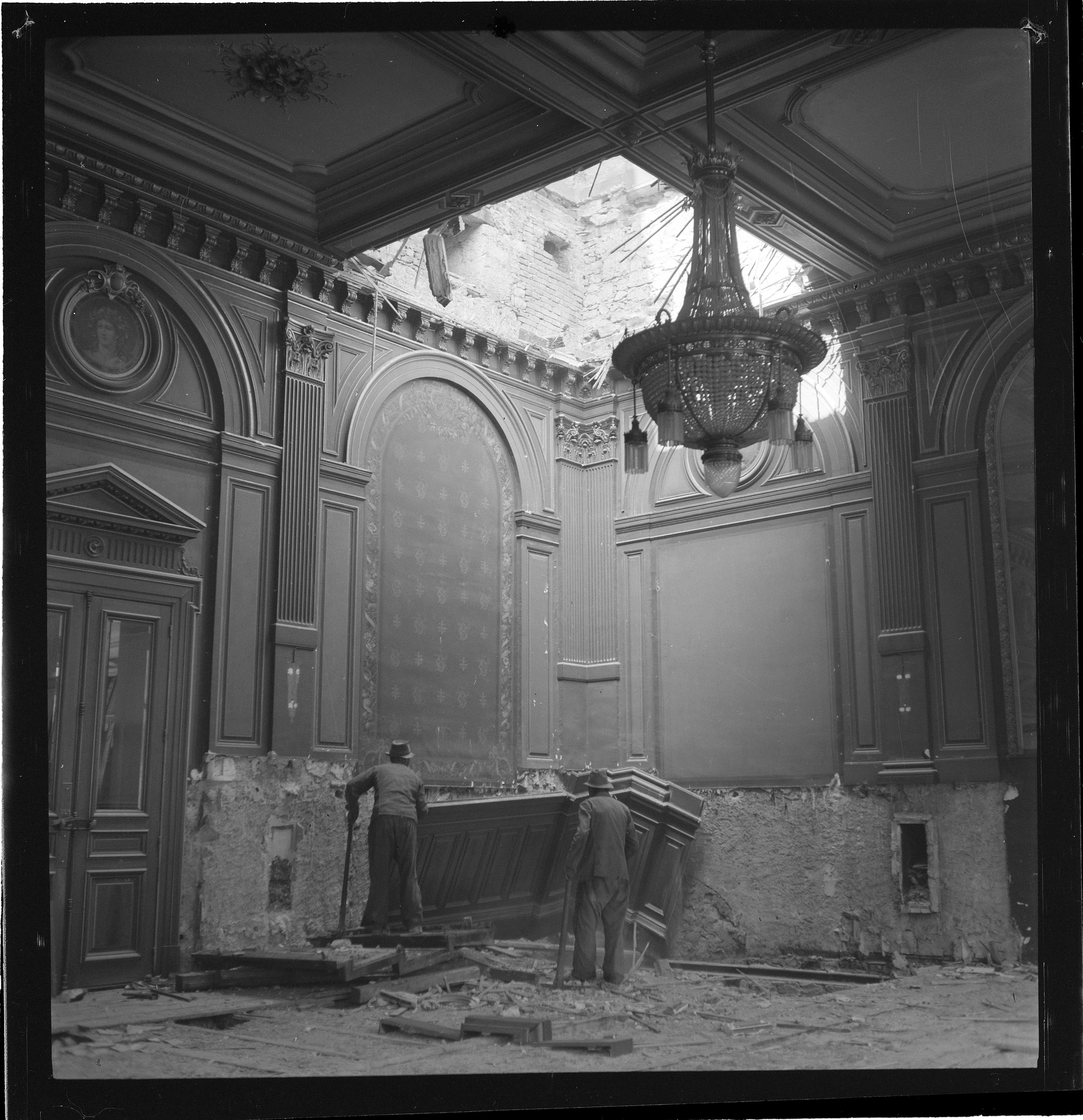
Abbruch Grand Hotel Baden, 1944

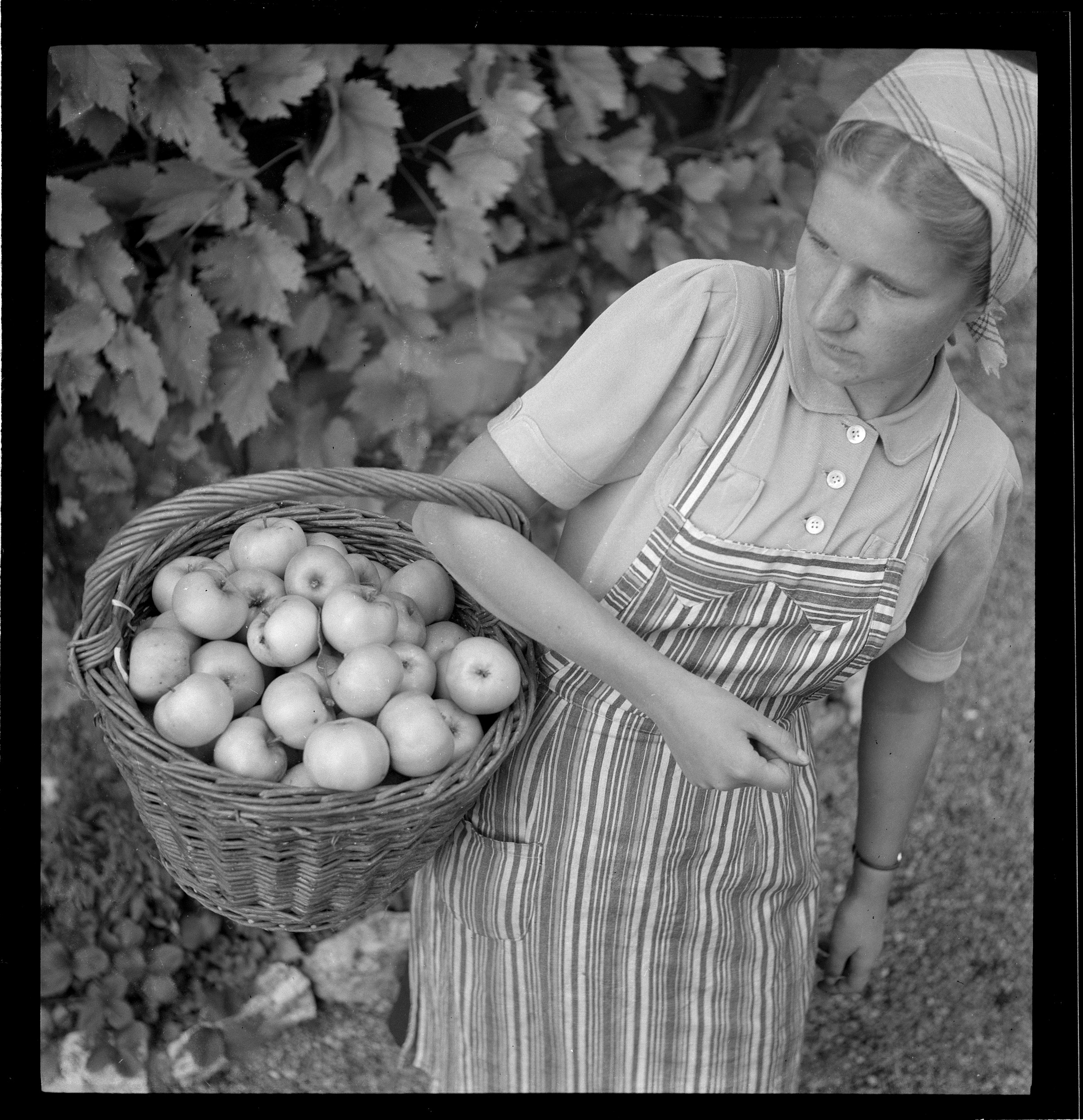
Junge Frau mit Apfelernte, 1944

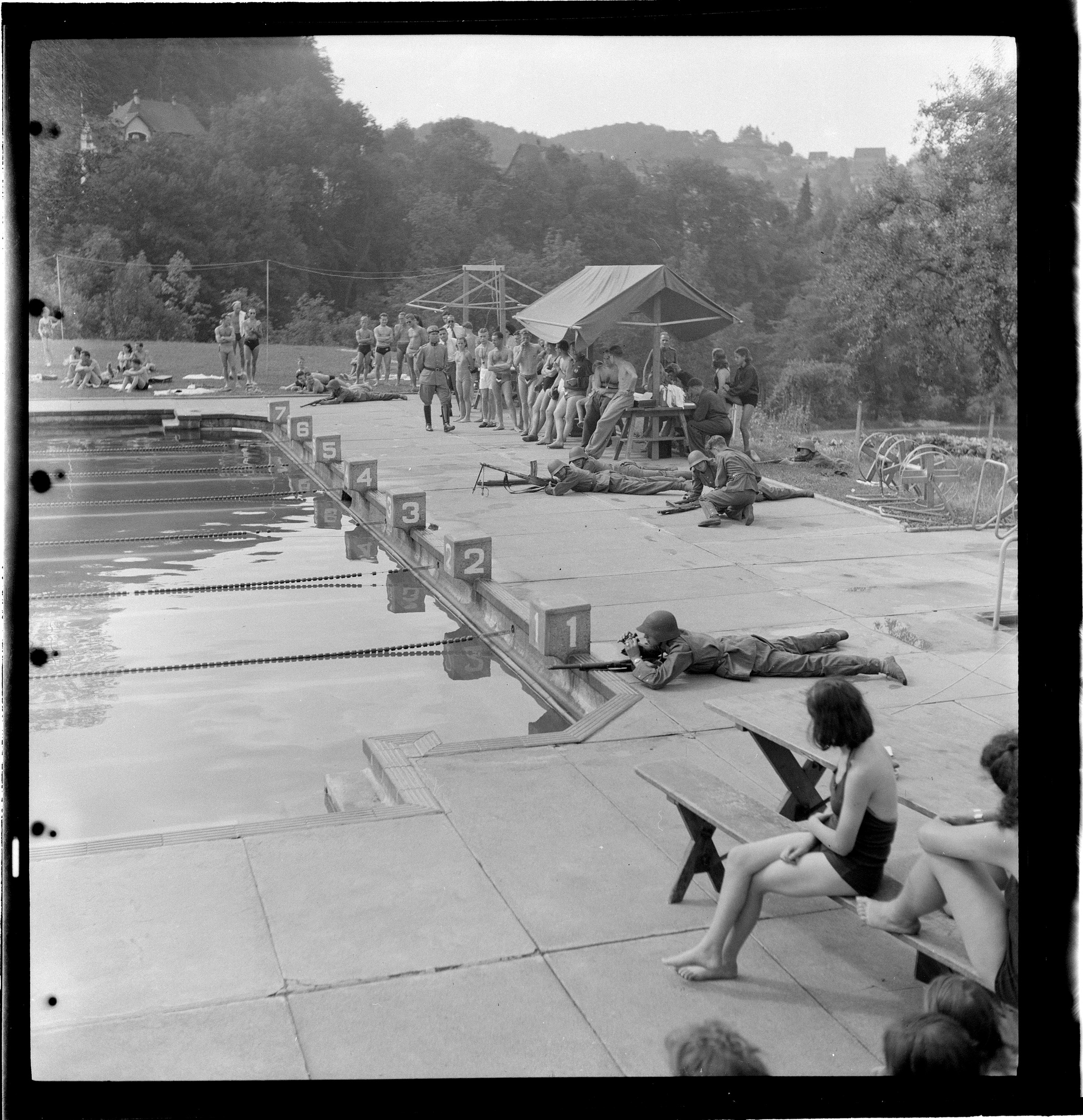
Wehrsportliche Demonstrationen Terrassenschwimmbad Baden, 1944/45

Werner Nefflen (* 28. April 1919 in Ennetbaden; † 1. August 2014 ebenda) war ein Schweizer Fotograf. Er gilt in seiner Heimat als «fotografisches Gewissen der Region», indem er die Zeitläufte seiner näheren Umgebung fotografisch dokumentierte, aber weit darüber hinaus als Instanz, weil die Themen, die er festhielt, überregional sehr bekannt waren.

## Leben und Arbeit
Seinen Zugang zur Fotografie erhielt er durch das Geschenk einer Kamera seines Vaters, der Mitglied im BBC-Amateurfotoclub in Baden war.
Nach Abschluss an der Sekundarschule in Baden ging Nefflen von 1935 bis 1939 in die Fotoklasse an der Kunstgewerbeschule Zürich unter Hans Finsler, die er mit dem Diplom abschloss. Besonders verbunden fühlte sich Nefflen dem Bildhauer und Typografen Alfred Willimann (1900–1957). Danach arbeitete er als freischaffender Fotograf, vor allem für Sach-, Architektur- und Landschaftsfotos in seiner Heimatgemeinde. Seine Kunden waren mehrheitlich die Industrie, Künstler, Architekten und Gemeinden. 1959 liess er sich unterhalb des Schartenfelsens am Lägern sein Atelier- und Wohnhaus bauen. Mit Ausnahme zweier kurzer Engagements am Anfang seiner Karriere war Nefflen immer selbstständig. «In seinen Fotografien kommen seine Sympathie für Menschen ‹wie du und ich›, seine Naturverbundenheit und seine Faszination für Technik, Architektur und Kultur zum Tragen.» Seine Schaffenskraft reichte bis 1997.
Auch wenn er selbst seine Fotografien nicht für Kunst hielt, wurden sie nach seinem Tod von «Kunstverständigen und Vergangenheitsarbeitern» aus seinem privaten Keller geborgen und fachgerecht digital archiviert. Von den 40'000 Filmen, die er im Laufe seines langen Lebens belichtet hat, waren die meisten Auftragsarbeiten. Nur wenige entstanden auf Reisen in den Schweizer Bergen, in Spanien oder Frankreich. Diese privaten Fotos wurden nicht archiviert.
Nefflen war verheiratet mit Iris und hatte mit ihr zwei Töchter und einen Sohn. Er war Mitglied in der Vereinigung Schweizer Innenarchitekten.